# Цербер (сузір'я)

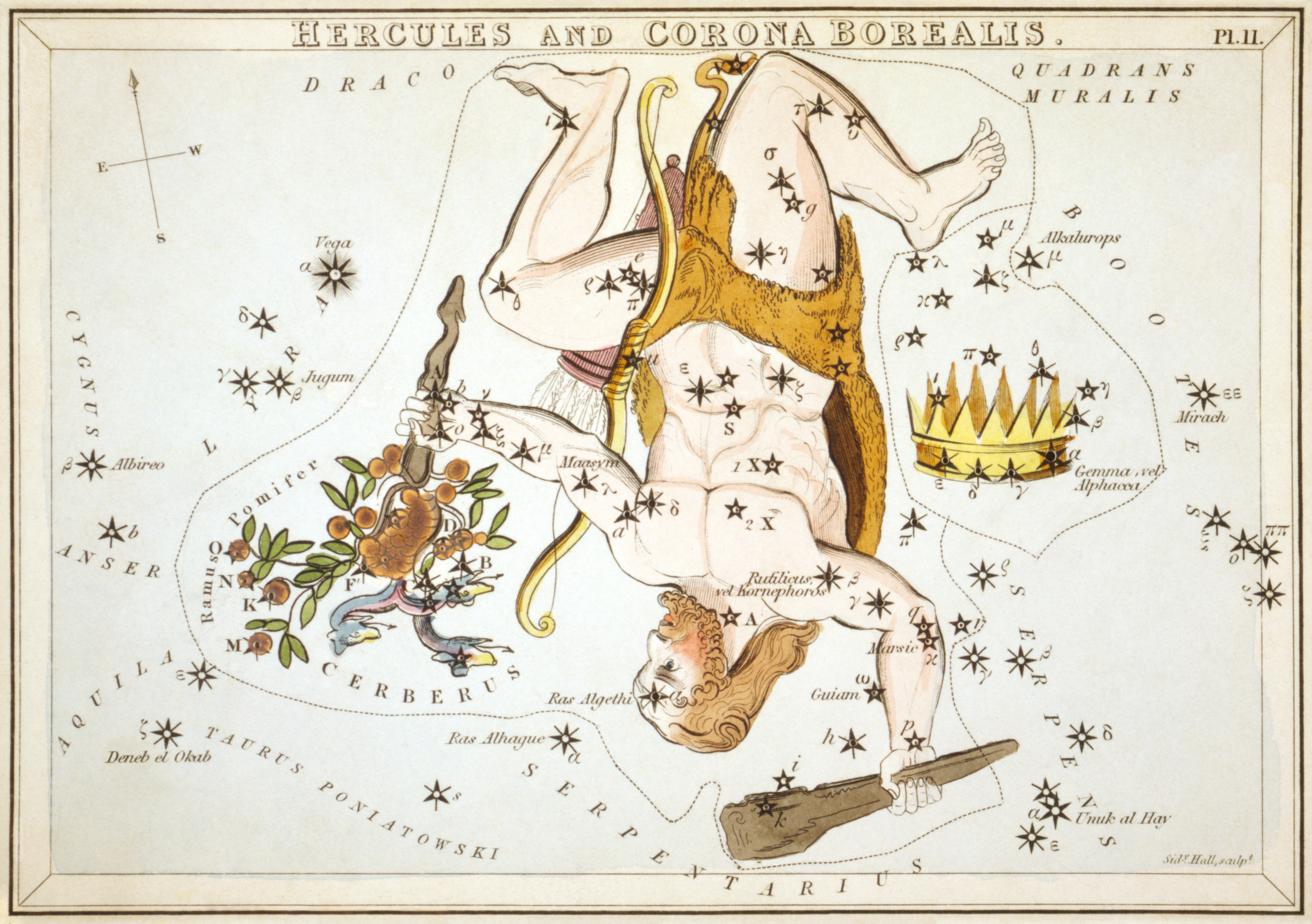
Сузір'я Цербер і Гілка у «Дзеркалі Уранії» (близько 1825 року).

Цербер — застаріле сузір'я, створене Яном Гевелієм у XVII столітті, а зараз включене до складу сузір'я Геркулеса. Сузір'я більше не використовується.
Його зображували у вигляді триголового змія, якого Геркулес тримає в руці. Воно символізувало міфологічного змія, що начебто мешкав в районі Тенарума на мисі Матапан у Греції. Про присутність Цербера у Тенарумі згадують Страбон, Стацій та Сенека Молодший. Джон Сенекс на своїй зоряній карті 1721 року поєднав це сузір'я з іншим застарілим сузір'ям, Гілкою Яблуні, створивши сузір'я Цербер і Гілка.